# Gravity the Seducer
Gravity the Seducer este al cincilea album de studio al formației de muzică electronică Ladytron. Albumul a fost lansat pe 12 septembrie 2011. Primul single "White Elephant" a apărut pe 17 mai 2011, urmat de "Ambulances" pe 16 iunie 2011 și "Mirage" pe 8 august 2011.

## Conținut
1. "White Elephant" – 4:15
2. "Mirage" – 4:21
3. "White Gold" – 5:00
4. "Ace of Hz" – 3:36
5. "Ritual" – 4:17
6. "Moon Palace" – 3:26
7. "Altitude Blues" – 3:19
8. "Ambulances" – 3:16
9. "Melting Ice" – 4:48
10. "Transparent Days" – 4:01
11. "90 Degrees" – 4:34
12. "Aces High" – 2:54